# Lucy Lawless
Lucy Lawless, född som Lucille Frances Ryan den 29 mars 1968 i Auckland, Nya Zeeland, är en nyzeeländsk skådespelerska som fick sitt genombrott i titelrollen i TV-serien Xena – Krigarprinsessan (1995−2001). Hon har även medverkat i Spartacus (2010−2012).

## Biografi
Lawless är det femte av Julie och Frank Ryans sju barn. Hon har fem bröder och en syster. Hon började spela teater när hon gick i högstadiet. Hon studerade utländska språk på Auckland University, men hoppade av efter ett år för att resa runt i Tyskland och Schweiz med sin pojkvän Garth Lawless. Efter en tid flyttade paret till Australien, där Lucy ett tag jobbade som guldgrävare.[källa behövs]
Vid 19 års ålder blev Lawless gravid. 1988 gifte hon sig med pojkvännen Garth i Kalgoorlie, Australien. De återvände sedan till Nya Zeeland där de fick sin dotter Daisy Lawless (född 15 juli 1988). 1995 skilde sig Lucy och Garth. Den 28 mars 1998 gifte Lawless om sig med Robert Tapert, en av producenterna till TV-serien Xena. Lawless och Tapert fick två söner: Julius Robert Bay Tapert (född 16 oktober 1999) och Judah Miro Tapert (född 7 maj 2002). Båda föddes i Auckland i Nya Zeeland.

## Karriär
Lawless fick sitt genombrott i titelrollen i TV-serien Xena – Krigarprinsessan (1995−2001). Efter TV-serien Xenas slut 2001 har Lawless varit med i otaliga produktioner, bland annat Spider-Man, 2 1/2 män, Just Shoot Me!, Arkiv X, Burn Notice, CSI: Miami och  Eurotrip samt som cameo i Simma lugnt, Larry!.
Hennes mer återkommande roller var 2005–2009 i science fiction-serien Battlestar Galactica, där hon spelade D'Anna Biers. 2009 spelade hon i filmen Bitch Slap. Lawless hade också en av huvudrollerna i TV-serien Spartacus: Blood and Sand.
Lawless senaste huvudroll är i TV-serien My Life is Murder. Det är en australisk dramaserie vars första säsong spelades in 2019 och som består av 10 avsnitt. Den hade premiär i Sverige på TV4 Play och på Sjuan den 16 april 2023.

### Filmografi
- 1995–1998 – Hercules (TV-serie) (8 avsnitt)
- 1995–2001 – Xena – Krigarprinsessan (TV-serie) (134 avsnitt)
- 1999 – Simpsons (TV-serie) (röstroll, 1 avsnitt)
- 2000 – Celebrity Deathmatch (TV-serie) (röstroll, 1 avsnitt)
- 2001 – Arkiv X (TV-serie) (2 avsnitt)
- 2001 – Just Shoot Me! (TV-serie) (1 avsnitt)
- 2003 – Spider-Man (cameo)
- 2004 – Eurotrip
- 2004 – Inte helt perfekt (TV-serie) (1 avsnitt)
- 2005 – 2 1/2 män (TV-serie) (1 avsnitt)
- 2005–2009 – Battlestar Galactica (TV-serie) (16 avsnitt)
- 2005 – Boogeyman
- 2006 – Veronica Mars (TV-serie) (1 avsnitt)
- 2007 – Burn Notice (TV-serie) (1 avsnitt)
- 2007 – Curb Your Enthusiasm (TV-serie) (1 avsnitt)
- 2008 – Bedtime Stories
- 2008 – CSI: Miami (TV-serie) (1 avsnitt)
- 2009 – Flight of the Conchords (TV-serie) (1 avsnitt)
- 2009 – The L Word (TV-serie) (2 avsnitt)
- 2010–2012 – Spartacus (TV-serie) (29 avsnitt)
- 2011 – American Dad! (TV-serie) (röstroll, 1 avsnitt)
- 2011 – No Ordinary Family (TV-serie) (4 avsnitt)
- 2012–2014 – Parks and Recreation (TV-serie) (10 avsnitt)
- 2013 – Top of the Lake (TV-serie) (2 avsnitt)
- 2014–2015 – Agents of S.H.I.E.L.D. (TV-serie) (2 avsnitt)
- 2014 – Äventyrsdags (TV-serie) (röstroll, 1 avsnitt)
- 2016 – Teenage Mutant Ninja Turtles (TV-serie) (röstroll, 1 avsnitt)
- 2019–2024 – My Life is Murder (TV-serie) (38 avsnitt)
- 2020 – Familjen Green i storstan (TV-serie) (röstroll, 1 avsnitt)
- 2022 – Minioner: Berättelsen om Gru (röstroll)